# Зморшки
Зморшки (укр. Зморшки, до 2024 года — Сморшки) — село в Шепетовском районе Хмельницкой области Украины.
Население по переписи 2001 года составляло 310 человек. Почтовый индекс — 30370. Телефонный код — 3852. Занимает площадь 1,78 км².

## Местный совет
30370, Хмельницкая обл., Шепетовский р-н, с. Христовка, ул. Шевчука, 1